# Skoruszowa Turnia
Skoruszowa Turnia (słow. Skorušiniakova veža, 1806 m) – turnia w głównej grani Młynarza w słowackich Tatrach Wysokich. Znajduje się pomiędzy Pośrednią Skoruszową Przełęczą (Prostredné skorušie sedlo, 1730 m) a Wyżnią Skoruszową Przełęczą (Vyšné skorušie sedlo, 1797 m). Między turnią a Wyżnią Skoruszową Przełęczą znajdują się jeszcze obiekty o niewielkich wysokościach względnych: Skoruszowe Wrótka (Sedlo pod Skorušiniakom) i Skoruszowa Turniczka (Skorušiniakova vežička). Pośrednia Skoruszowa Przełęcz oddziela szczyt od pięciu turni o wspólnej nazwie Anioły (Anjely).
Jest to najwyżej położony szczyt północnej, końcowej części grani Młynarza. Ma trzy wyraźne wierzchołki. Dwa najwyższe (południowy i środkowy) oddzielone są przełączką Skoruszowa Szczerbina. Na wschód opada z nich prawie pionowa ściana o wysokości około 150 m. Znajduje się w zlewni Skoruszowego Żlebu. Ścianę tę przecina wąski komin opadający ze Skoruszowej Szczerbiny. Z niższego wierzchołka północnego opada na północny zachód długa grzęda podcięta pionowymi ściankami
Pierwsze odnotowane wejścia turystyczne (drogą nr 1) – Alfréd Grósz, Gyula Hefty, podczas przejścia grani Skoruśniaka – 27 sierpnia 1914 r.

## Drogi wspinaczkowe
1. Południową granią; 0 w skali tatrzańskiej, 30 min,
2. Prawą częścią zachodniego zbocza; 0, 30 min,
3. Lewą częścią zachodniego zbocza; 0, 30 min,
4. Północną granią; I, 30 min,
5. Prawym żlebem wschodniego zbocza; 2 godz. 30 min,
6. W samo południe (kominem na Skoruszową Szczerbinę); IV+, A2, 7 godz.[4]

Cały masyw Młynarza znajduje się obecnie na obszarze ochrony ścisłej TANAP-u i jest zamknięty dla turystów i taterników.